# St.-Josef-Statue (Hausen)

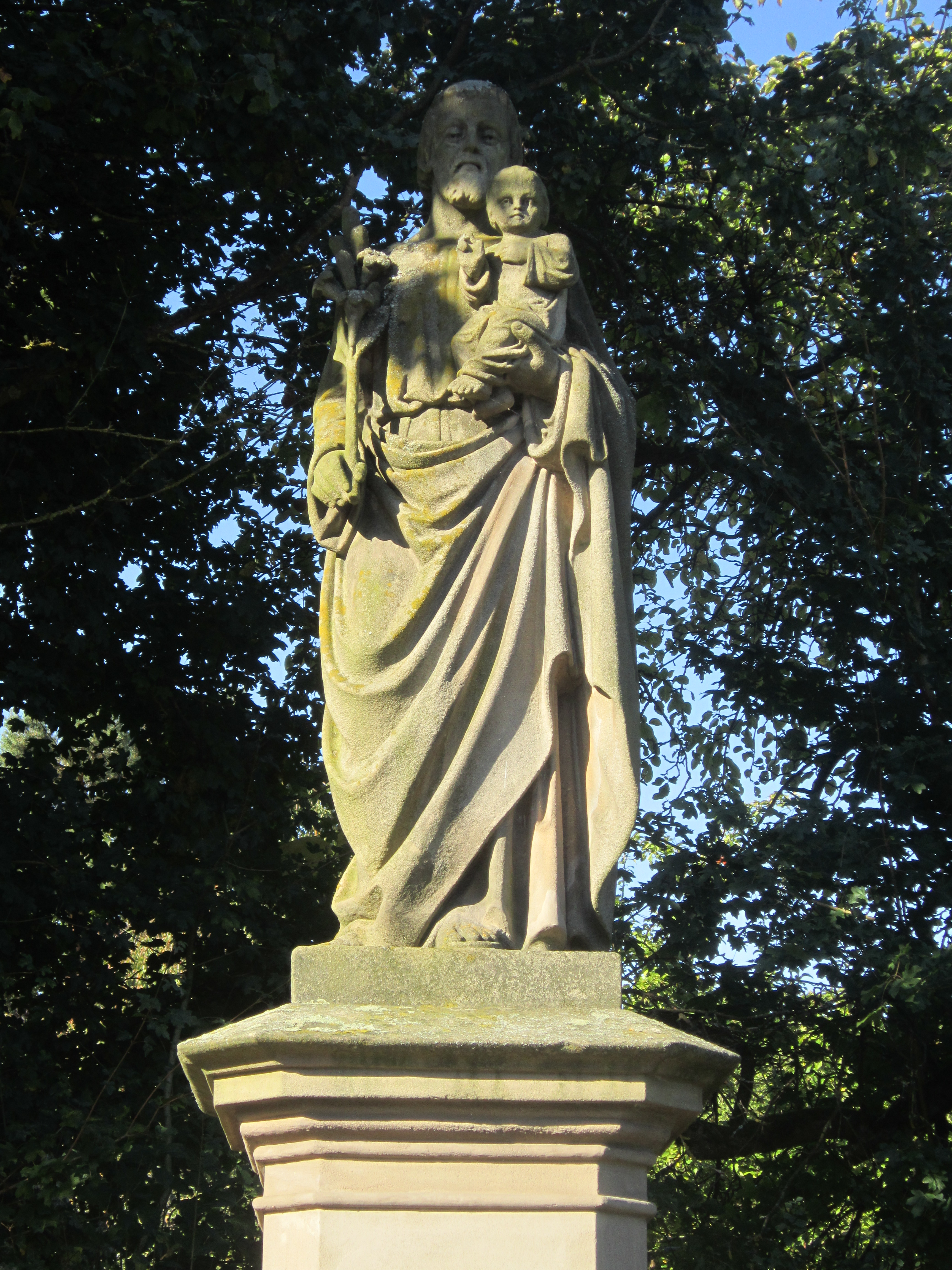
St.-Josef-Statue am Klosterweg 1 in Hausen

Die St.-Josef-Statue befindet sich in Hausen, einem Stadtteil von Bad Kissingen, der Großen Kreisstadt des unterfränkischen Landkreises Bad Kissingen. Sie gehört zu den Bad Kissinger Baudenkmälern und ist unter der Nummer D-6-72-114-181 in der Bayerischen Denkmalliste registriert.

## Geschichte
Die den hl. Josef von Nazaret darstellende Statue befindet sich unter der Adresse Klosterweg 1 am Pfarrgarten. Die aus Sandstein bestehende und 1,80 Meter große Statue steht auf einem 2,20 Meter hohen Sockel, der die Inschrift „Hl. Josef bitt für uns“ trägt. Der hl. Josef trägt das Jesuskind auf dem Arm und hält einen Lilienzweig in seiner Rechten.
Die Statue wurde im Jahr 1882 vom Kissinger Bildhauer Valentin Weidner geschaffen und ist am Sockel datiert und signiert. Sie wurde aus Anlass der Gründung des katholischen Arbeitervereins durch Kaplan Fulda gestiftet.
Laut örtlicher Überlieferung soll Heinrich Schreiner, Mitglied der Hausener Krieger- und Militärvereinigung, aus Dankbarkeit für seine Heimkehr nach Teilnahme am Chinakrieg von 1901 (siehe auch Boxeraufstand) das Denkmal gestiftet haben.
In Poppenroth und Ramsthal befinden sich ähnliche Josefsstatuen, die ebenfalls von Valentin Weidner stammen könnten, jedoch keine Signaturen tragen.